# Unfallversicherungsgesetz (Deutsches Reich)
Das Unfallversicherungsgesetz von 1884 begründete die gesetzliche Unfallversicherung als zweiten Zweig der deutschen Sozialversicherung.
Durch das vom Reichstag verabschiedete Gesetz wurden Arbeiter und einkommensschwache Betriebsbeamte in Bergwerken, Aufbereitungsanstalten, Gräbereien, Salinen, Steinbrüchen, auf Werften und Bauhöfen sowie in Fabriken und Hüttenwerken gegen Arbeitsunfälle versichert. Auch Arbeiter und Betriebsbeamte bestimmter Baugewerbebetriebe und des Schornsteinfegergewerbes genossen Versicherungsschutz.
Das Gesetz berechtigte und verpflichtete die betroffenen Unternehmer, Berufsgenossenschaften zu gründen. Die Berufsgenossenschaften finanzierten sich aus Beiträgen der Unternehmer und stellten im Gegenzug die Unternehmer von der Haftung bei Betriebsunfällen frei. Dieses Prinzip gilt bis heute.
Die Regelungen des Unfallversicherungsgesetzes wurden im Jahr 1911 in das Dritte Buch der Reichsversicherungsordnung überführt.